# Max Aitken, Baron Beaverbrook
William Maxwell „Max” Aitken, Baron Beaverbrook, PC, ONB, (25 mai 1879 – 9 iunie 1964) a fost un om de afaceri, politician, ziarist și scriitor canadiano-englez, o figură influentă în societatea britanică din prima jumătate a secolului al XX-lea.
Tânărul Max Aitken a avut talentul de a face bani și a ajuns milionar la vârsta de 30 de ani. Ambițiile sale de afaceri i-au depășit rapid oportunitățile din Canada și s-a mutat în Marea Britanie. Acolo s-a împrietenit cu Bonar Law și cu sprijinul său a câștigat un loc în Camera Comunelor, la alegerile generale care au avut loc în decembrie 1910. A fost înnobilat la scurt timp după acest eveniment. În timpul Primului Război Mondial, el a condus biroul Canadian Records din Londra și a jucat un rol în îndepărtarea lui H. H. Asquith din funcția de prim-ministru în 1916. Guvernul de coaliție condus de conservatori (cu Lloyd George în calitate de prim-ministru și Bonar Law, ca ministru de finanțe) l-a recompensat pe Aitken cu rangul de pair și cu un post de ministru al informațiilor (1918).
După război, proaspătul Lord Beaverbrook s-a concentrat asupra afacerilor. El a transformat Daily Express în cel mai de succes ziar din lume și l-a folosit în propriile sale campanii, mai ales pentru reforma tarifelor și pentru ca Imperiul Britanic să devină un spațiu de comerț liber. Beaverbrook a susținut guvernul lui Stanley Baldwin și pe cel al lui Neville Chamberlain în cursul anilor 1930 și a fost convins de către un alt prieten politic vechi, Winston Churchill, să preia funcția de ministru al producției de aeronave (1940-1941), apoi pe cele de ministru al aprovizionării (1941-1942) și ministru al producției de război (1942). Churchill și ceilalți lideri politici i-au elogiat ulterior contribuțiile ministeriale. El a demisionat din cauza problemelor de sănătate în 1942, dar mai târziu a fost numit Lord al Sigiliului Privat (1943-1945). Beaverbrook și-a petrecut anii următori conducându-și ziarele, printre care London Evening Standard și Sunday Express. El a îndeplinit funcția de cancelar al Universității New Brunswick și și-a format o reputație de istoric prin cărțile sale despre istoria politică și militară.